# 원드라이브
원드라이브(영어: OneDrive, 이전 이름: 마이크로소프트 스카이드라이브/Microsoft SkyDrive, 윈도우 라이브 스카이드라이브 또는 윈도우 라이브 폴더)는 파일 호스팅을 담당하는 마이크로소프트 윈도우 라이브 서비스 가운데 하나이다. 원드라이브는 사용자가 자신의 파일을 클라우드 기억 공간에 업로드하고 웹 서버에서 접근할 수 있게 만들어 준다. 원드라이브 장치는 마이크로소프트 계정을 이용하여 사용자가 업로드하려는 파일의 접근을 제한함으로써 파일을 자신만 사용할 수 있게 하거나, 연락처에 있는 사용자들과 공유하거나, 파일을 누구나 사용할 수 있게 만들 수 있다. 누구나 사용할 수 있도록 공유한 파일들은 접근을 위해 윈도우 라이브 ID를 요구하지 않는다. 윈도우 8, 8.1, 10 등 마이크로스프트 윈도우에서 마이크로스프트 계정의 시스템 설정이 실질적으로는 원드라이브에 저장된다.

## 성능 역사
2012년 4월 22일 이전에 가입한 사용자의 경우 25 기가바이트로의 무료 업그레이드 기회가 있다. 대부분의 브라우저에서는, 윈도우 탐색기로부터 드래그 앤 드롭을 통해 최대 200개의 파일을 한 번에 업로드할 수 있다. 선택 사항으로, 최대 5개의 파일을 한 번에 업로드할 수 있다. 2008년 말부터는 25 기가바이트로 확대되어 서비스하고 있으나 2012년부터 신규 사용자를 대상으로 7기가바이트로 축소되었었다. 추가 용량은 구매를 통해 이용이 가능하다. 이 서비스는 HTML5 기술을 이용하여 제작되었으며. 최대 300 MB의 파일을 업로드할 수 있었고, 아니면 마이크로소프트 윈도우와 OS X 기준으로 스카이드라이브 데스크톱 응용 프로그램을 통해서는 최대 2GB를 업로드할 수 있었다.
예전에는 15GB의 용량을 기본으로 지원하며, 개별 파일 업로드 크기 제한도 10GB로 증가하였었다.
비즈니스용 원드라이브에서는 계정 당 최대 업로드 가능 파일 수는 20000개이다. 윈도우 10 출시 이후, 원드라이브 서비스 이용 속도가 크게 개선되었다. 서비스 초기에는 다른 클라우드 스토리지와 비교해 느렸고, 2014년 경, 비슷한 속도로 개선되었지만, 윈도우 10 출시일 이후에는 100Mbps 회선을 충분히 활용할 수 있는 속도로 개선되었다.
2016년 이후, 사용자 제공 용량에 큰 변화가 생겼다. 기본 제공 용량이 신규, 기존 사용자 모두에게 5GB만 제공된다. 마이크로소프트 오피스 365를 이용하면, 제공했던 무제한 용량 서비스도 중단하고 1TB의 용량만 제공한다. 100GB와 200GB 추가 스토리지 플랜이 삭제되고, $1.99에 50GB를 추가 제공하는 요금제로 변경한다. 무제한 용량 제공 취소 결정은 일부 부적절 사용자 때문이라고 밝혔다. 카메라 보너스 15GB 용량 또한 회수 될 예정이다. 현재 축소 예정인 제공 용량을 초과하여 용량을 사용 중인 사용자의 경우, 최소 12개월간 제공 용량을 축소하지 않을 예정이다.

## 유료 스토리지 플랜
무료로 제공하는 5GB를 초과하여 사용할 사용자들의 경우, 다음의 두 가지 가격 플랜 가운데 하나를 선택하여 이용할 수 있다:
- 2016년부터 진행 중인 유료 스토리지 플랜

| 스토리지 플랜      | 설명                   | 가격 (매 월) |
| ------------------ | ---------------------- | ------------ |
| 원드라이브 +50     | 무료 공간에 50 GB 추가 | $1.99        |
| 마이크로소프트 365 | 무료 공간에 1TB 추가   | 8,900원 부터 |

2016년 전에는 15GB의 무료 저장 공간이 제공되며, 다음 세 가지 요금제 중에 하나를 선택하여, 구독할 수 있다.
- 2016년 전, 진행 했던 유료 스토리지 플랜

| 스토리지 플랜   | 설명                    | 가격 (매 월) |
| --------------- | ----------------------- | ------------ |
| 원드라이브 +100 | 무료 공간에 100 GB 추가 | $1.99        |
| 원드라이브 +200 | 무료 공간에 200 GB 추가 | $3.99        |
| 오피스 365      | 무제한                  | 8,900원 부터 |

시장에 따라 페이팔 계정이나 신용 카드가 필요할 수 있다. 마이크로소프트나 사용자가 서비스를 취소하지 않는 한 이 플랜은 매년 자동으로 갱신된다. 사용자가 기한이 끝나기 전에 서비스를 취소하는 경우 서비스는 기한이 끝날 때까지 계속 유지된다.

## 역사
처음에는 윈도우 라이브 폴더(Windows Live Folders)라는 이름으로 미국의 일부 테스터들에게만 사용할 수 있게 제한되어 있었다. 2007년 8월 1일에 이 서비스는 대중에게 확산되었다. 2007년 8월 9일 직후, 윈도우 라이브 폴더는 윈도우 라이브 스카이드라이브로 이름이 바뀌었고 참여 권한은 영국, 인도의 테스터들에게까지 확장되었다. 2008년 2월 21일에 윈도우 라이브 스카이드라이브는 공식적으로 베타 테스팅 단계를 거치면서 38개국과 지역에 공개되었다. 2013년에 BSkyB사와 상표권 문제로 "Sky"라는 명칭의 사용이 불가능해지자, 2014년 1월 27일부로 원드라이브로 이름이 바뀌었다.

## 기능
- RSS 피드
- 윈도우 라이브 스페이스 통합

## 편집

### 오피스 온라인
오피스 온라인과 연동되어, 오피스 온라인에서 작성된 파일은 원드라이브에 저장되며, 원드라이브에 저장되어 있는 오피스 파일을 오피스 온라인으로 편집할 수 있다. PDF파일의 보기가 가능하며, 워드 파일로 변경하여, 편집도 가능하다. 워드 파일로 변경하면, 파일 내용의 레이아웃이 변경될 수 있다.

### 텍스트 편집
원드라이브 자체에서 파일들의 텍스트 편집이 가능하다. 텍스트 파일(.txt)을 포함하여, 배치 파일(.bat), HTML, CSS, 자바스크립트, PHP 등을 작성할 수 있으며, 구문 강조가 적용된다. 웹사이트에서의 파일 생성은 일반 텍스트 파일만 가능하나, 이름 바꾸기에서 확장자 변경이 가능하다. 단, 파일 인코딩은 UTF-8로 생성되며, 다른 인코딩으로 저장된 파일을 불러올 경우, 한글이 깨진다.

## 같이 보기
- 윈도우 라이브
- 윈도우 라이브 드라이브
- 윈도우 라이브 폴더셰어
- 윈도우 라이브 스페이스